# Paulo Sérgio (football, 1984)
Pour les articles homonymes, voir Paulo Sérgio et Moreira.
Paulo Sérgio Moreira Gonçalves, plus communément appelé Paulo Sérgio, est un footballeur portugais né le 24 janvier 1984 à Lisbonne. Il évolue au poste d'ailier.

## Biographie
Formé au Sporting Portugal, Paulo Sérgio joue principalement en faveur du CF Belenenses et du SC Olhanense.
Il dispute 162 matchs en première division portugaise, inscrivant 13 buts dans ce championnat.
Il joue également 4 matchs en Ligue des champions avec le club chypriote de l'AEL Limassol.
Il participe avec la sélection portugaise au championnat d'Europe des moins de 19 ans 2003, où le Portugal atteint le stade des demi-finales.
En juillet 2013, il signe pour trois saisons au club promu en Liga ZON Sagres d'Arouca . Le 20 novembre 2013, il est annoncé que son club déclenche à son encontre une procedure disciplinaire avec suspension préventive sans perte de salaire. Après seulement 9 matchs joués, il ne réapparaitra pas sous les couleurs d'Arouca. Il résilie son contrat à l'amiable et est en contact avec son ancien club d'Olhanense.
Le 29 janvier 2014, il revient au club d'Olhanense et signe un contrat de 2 ans et demi.

## Sélections en équipe nationale
- 11 sélections et 3 buts en équipe du Portugal des moins de 21 ans
- 5 sélections et 0 but en équipe du Portugal des moins de 20 ans
- 15 sélections et 8 buts en équipe du Portugal des moins de 19 ans
- 2 sélections et 1 but en équipe du Portugal des moins de 18 ans